# Csiribpuszta
Csiribpuszta (vagy Csiribmajor) Gárdonyhoz tartozó külterületi településrész Fejér vármegyében, a Gárdonyi járásban.

## Földrajza

### Fekvése
Csiribpuszta Gárdonytól 7 kilométerre délre, Zichyújfalutól pedig 4 kilométerre északnyugatra fekszik.

### Demográfiai adatok
Az 1970-es népszámlálás szerint Csiribpuszta lakónépessége 221 fő volt.
A 2001. évi népszámláláskor már csak 137 fő élt itt, s a lakások száma 45 volt.

## Történelme
1944. december 10-én a szovjet 31. gárda-lövészhadtest alegységei Csiribpusztánál visszavonulásra kényszerítették a Kisvelencét védő magyar 2. huszárezred rohamszakaszát és a Horváth vegyes páncélcsoport 2 darab 40M Turán harckocsiját, amikor Gárdonyon át Dinnyés felé igyekeztek előretörni.

## Kultúra
2010-ben az Új Magyarország Vidékfejlesztési Program pályázati forrásából játszótér létesült Csiribpusztán. Ez az egyetlen köztéri játszótér Csiribpusztán.

## Közlekedés
A 6212-es számú, Agárd–Szabadegyháza közti közút Csiribpusztát összeköti Zichyújfaluval és Agárddal. Autóbusz-közlekedés köti össze Dinnyéssel, Zichyújfaluval, Gárdonnyal, Agárddal, Velencével és Székesfehérvárral.

## Oktatás
A településen nincs óvoda, iskola. A gyerekek Zichyújfalu és Agárd között elosztva járnak általános iskolába, illetve óvodába. Csiribpusztán van a Szent István Mezőgazdasági és Élelmiszeripari Szakképző Iskola tangazdasága, mely a mezőgazdasági oktatást szolgálja.

## Gazdaság
Csiribpuszta lakosságának többségben nagyon szegény ember. Csiribpusztán a Kamarás Kft. csibekeltetője üzemel. Csiribpusztára van bejelentve a REMSEI és Társa Kft. fémszerkezet gyártásával foglalkozó vállalkozás székhelye. A vállalkozást 2000. szeptember 25-én alapították 3 000 000 forint jegyzett tőkével.